# Koller-Plan

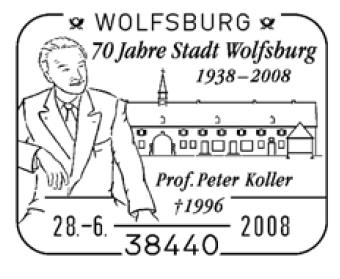
Sonderstempel zur 70. Wiederkehr des Stadtgeburtstags

Der Koller-Plan war ein 1937 bis 1938 entstandener Plan zum Aufbau der Stadt des KdF-Wagens bei Fallersleben, dem heutigen Wolfsburg. Wegen des Zweiten Weltkriegs wurde er nur zu einem geringen Teil umgesetzt. Der Plan ist nach seinem Schöpfer Peter Koller benannt.

## Geschichte

### Vorgeschichte
Der österreichische Architekt Peter Koller (1907–1996) war vom Generalbauinspektor für die Reichshauptstadt Albert Speer zum Verantwortlichen des Aufbaus der Stadt am 1938 gegründeten Volkswagenwerk ernannt worden. Ziel war die Errichtung einer „vorbildlichen deutschen Arbeiterstadt“. Reichskanzler Adolf Hitler erwartete „eine Lehrstätte sowohl der Stadtbaukunst wie der sozialen Siedlungen“.
Der eigentliche Koller-Plan wurde von seinem Ersteller wegen seiner Form auf Karten als „springendes Pferd“ bezeichnet. Daneben erstellte Koller die Pläne „Variante A“ und „Variante B“, die nach seinem späteren Bekunden durch übertriebene Symmetrie und Nichtbeachtung der geographischen Gegebenheiten bewusst so gestaltet waren, dass eine Ablehnung erfolgte. Ein Alternativplan der drei Braunschweiger Professoren E. Herzig, L.-H. Fiesche und F. Gerstenberg sah eine auf das Volkswagenwerk ausgerichtete Stadtachse mit drei monumentalen Plätzen und daran ausgerichteten sechs Wohnviertel vor. Dazu sollten Teile des Klieversbergs abgetragen werden.
Der Koller-Plan wurde Hitler von Speer vorgelegt und mit einigen Änderungen am 2. März 1938 von Hitler genehmigt.

### Der Koller-Plan
Der Plan war durch die 1933 verabschiedete Charta von Athen geprägt, deren eines Ziel eine räumliche Trennung von Arbeitsstätten und naturnahen Wohngebieten war. Kollers Plan sah Ausbaustufen für 30.000, 60.000 und 90.000 Einwohner vor. Auch eine Einwohnerzahl von 400.000 wurde geprüft.
Auf dem rund 110 Meter hohen Klieversberg südwestlich des geplanten Zentrums, rund 50 Meter oberhalb des Volkswagenwerks, war eine „Stadtkrone“ geplant. Dort sollten, anders als in Bruno Tauts 1919 propagiertem Konzept einer Stadtkrone, monumentale Parteigebäude stehen, umgeben von einer bastionsartigen Mauer.
Der Stadtplan orientierte sich an der rund 1300 Meter langen Schaufront des Volkswagenwerks und dem parallel dazu verlaufenden Mittellandkanal. Am Fuß des Klieversbergs war eine rund 1500 Meter lange Prachtstraße geplant, an der das Rathaus liegen sollte. Zwei Hauptachsen sollten auf die beiden Eingänge zum Volkswagenwerk zuführen. Anders als von Koller vorgesehen enthielt der Plan zahlreiche Kreisplätze. Die vorhandenen Dörfer Heßlingen und Rothenfelde mit zusammen knapp 1000 Einwohnern sollten bestehen bleiben.

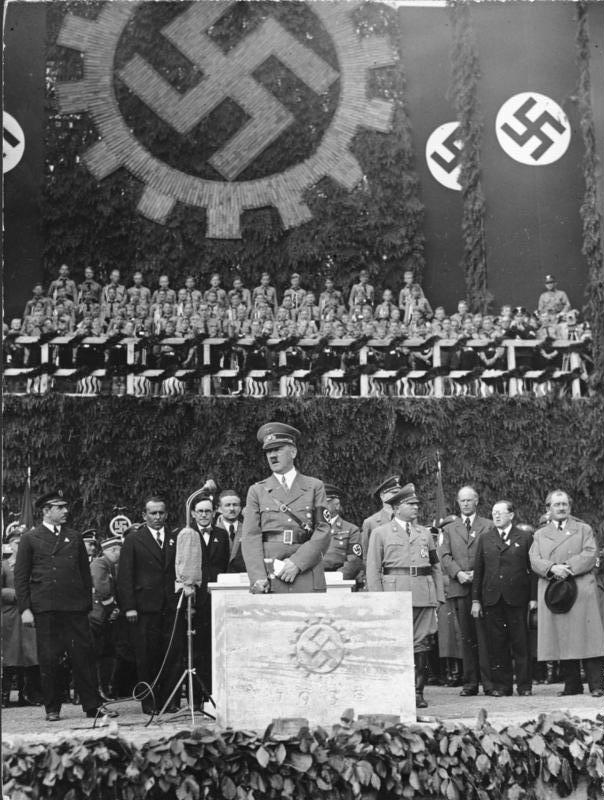
Grundsteinlegung für das Werk des KdF-Wagens durch Hitler

Die neu errichteten Stadtteile sollten durch ein Wegenetz verbunden werden, das vom Straßennetz getrennt sein sollte. Die Hauptstraßen sollten 60 bis 100 Meter breit sein.
Wie bei NS-Stadtplanern üblich sollten auch bei Koller Städte in überschaubare Nachbarschaftsgebiete gegliedert werden. Um die passende Größe und Ausstattung der Siedlungen ermitteln zu können, bedienten sich diese Architekten sozialstatistischer Daten, aus denen sie glaubten, die idealen Maße für städtebauliche Einheiten ableiten zu können. Die kleinen Siedlungseinheiten sollten durch breite begrünte Gürtel getrennt werden. Diese Gestaltung war durchaus von der Gartenstadtbewegung beeinflusst. Die Planung Kollers wies etwa fünf Prozent der Fläche als Erholungsgrün aus, die an Rad- und Wanderwege angeschlossen werden sollte. In erster Linie sollte aber mit den aufgelockerten Strukturen eine Repolarisierung der Belegschaft und eine etwaige Wiederbelebung kommunistischer Ideen unterbunden werden. Zudem war der Plan mit Luftschutzkonzepten gegen Bomberangriffe kompatibel. Eine Gliederung der Stadt in sechs NSDAP-Ortsgruppen sollte die Kontrolle der Bevölkerung begünstigen. Mit der Stadtbekrönung, auf dem Berg und damit an zentraler und höchster Stelle, sollte die Allmacht des NS-Systems in die Heimatschutzsiedlungen – welche darauf stadtplanerisch ausgerichtet waren – projiziert werden. Die von den Planern gewünschte Disziplinierung begleitete die Planungen von Anfang an. Diese sollte durch die Schaffung einer „gefühlten Volksgemeinschaft“ kaschiert werden. Dazu waren geplante Veranstaltungen angedacht, etwa mit Aufmärschen auf den breiten Stadtachsen und den daran angeschlossenen großen Plätzen.
Kollers Plan sah für die Innenstadtgebiete eine ausgesprochen städtische Beschaffenheit vor. Der Wohnungsbau wurde den Bedürfnissen der Industrie untergeordnet. Er sollte kostengünstig und schnell hochzuziehen sein, mit kürzeren Anfahrtswegen zur Arbeitsstätte und Mietskasernen für die Arbeiter.

### Ausführung
Am 26. Mai 1938 legte Hitler den Grundstein zum Bau des Volkswagenwerks. Parallel begann der Aufbau der Stadt.

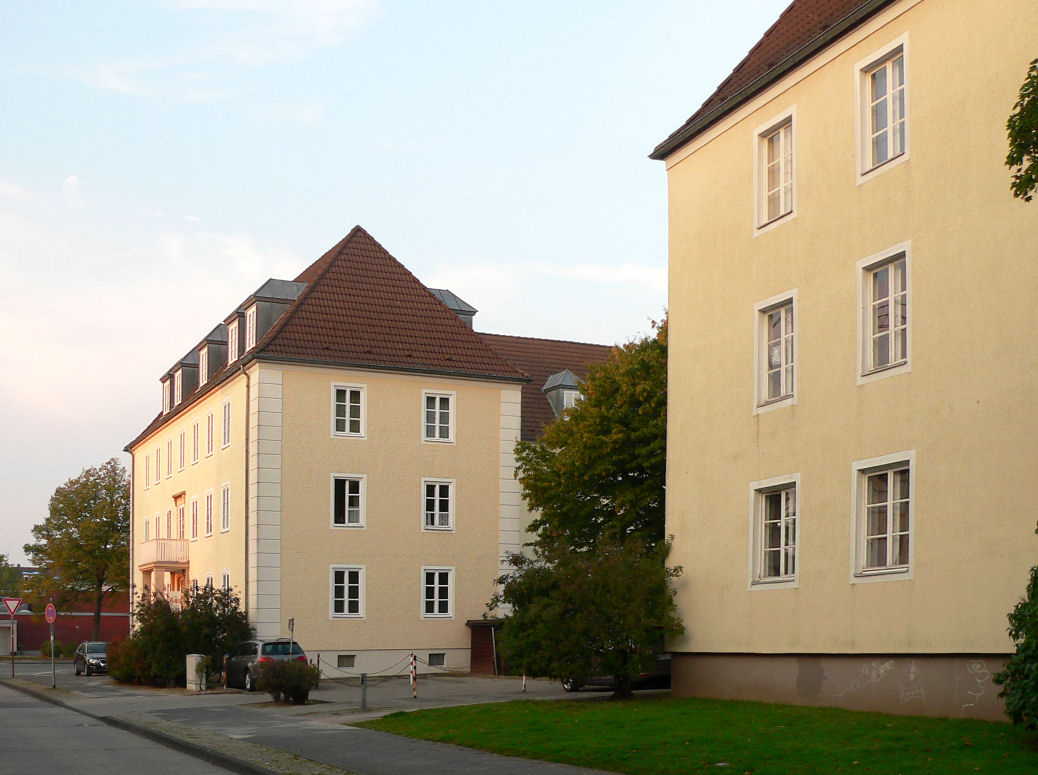
Häuser im damaligen Stadtteil Wellekamp, heute Stadtmitte

Am 1. Juni 1938 eröffnete die Gezuvor (Gesellschaft zur Vorbereitung des deutschen Volkswagens) ein Stadtbaubüro, dessen Leiter Koller wurde. Am 1. Juli 1938 wurde die Stadt des KdF-Wagens bei Fallersleben gegründet. Die ersten Wohnviertel Steimker Berg (für Ingenieure und andere ranghohe Mitarbeiter) sowie Wellekamp und Schillerteich für Arbeiter wurden gemäß den Vorgaben des Koller-Plans erbaut. Nur rund hundert Meter der Prachtstraße wurden errichtet. Als Versammlungsort diente die zentral gelegene Tullio-Cianetti-Halle.
Im Herbst 1942 kam die weitere Ausführung des Koller-Plans kriegsbedingt zum Erliegen. Zu diesem Zeitpunkt waren rund 3000 Wohnungen fertiggestellt. Koller selbst ließ sich zum Kriegsdienst einziehen.
Nach Kriegsende entstanden neue Stadtentwicklungspläne, teilweise unter Mitwirkung Kollers. Die 1951 entstandene Haupteinkaufsstraße Porschestraße entspricht der von Koller geplanten östlichen Hauptachse. Die ehemalige Prachtstraße heißt heute Klieverhagen und wird vor allem als Parkfläche genutzt. Eine „Stadtkrone“ wurde nicht errichtet.